# Assé-le-Bérenger
Assé-le-Bérenger is een gemeente in het Franse departement Mayenne (regio Pays de la Loire) en telt 329 inwoners (1999). De plaats maakt deel uit van het arrondissement Laval.

## Geografie
De oppervlakte van Assé-le-Bérenger bedraagt 11,5 km², de bevolkingsdichtheid is 28,6 inwoners per km².
De onderstaande kaart toont de ligging van Assé-le-Bérenger met de belangrijkste infrastructuur en aangrenzende gemeenten.

## Demografie
Onderstaande figuur toont het verloop van het inwonertal (bron: INSEE-tellingen).

1. ↑  Populations de référence 2022.